# 広域基幹林道栃木山中線
広域基幹林道栃木山中線（こういききかんりんどう とちのきやまなかせん）は、福井県南条郡南越前町とその周辺区間に伸びる林道である。

## 路線概要
- 起点：福井県南条郡南越前町板取
- 終点：同町山中

## 道路状況
全線アスファルト舗装がなされており、林道としては走りやすい部類に入る道路である。また栃ノ木峠、木ノ芽峠、山中峠という福井県を二分する三つの峠の尾根沿いを走っており、地理的にも歴史的にも意味のある道である。前記した通り尾根沿いの道のためそれほど勾配もなく、クネクネとしてはいるが十分景色を堪能できる林道といえる。林道をあまり走り慣れていない人向けの道である。冬は雪の為通行止めになるが、四季折々の景色の楽しめるドライブコースとして利用されている。ただし落石が少なからずあるので、通行の際注意は必要である。

## 通過する峠
- 栃ノ木峠
- 木ノ芽峠（附近）
- 山中峠

## 接続道路
- 国道476号（起点）
- 福井県道207号今庄杉津線（終点）

## 周辺施設
- 今庄365スキー場（温泉施設在り）